# Ichthyoptila
Ichthyoptila é um gênero de mariposa pertencente à família Crambidae.